# Liste der Nummer-eins-Hits in den USA (1986)
Dies ist eine Liste der Nummer-eins-Hits in den von Billboard ermittelten Charts in den USA (Hot 100) im Jahr 1986. In diesem Jahr gab es einunddreißig Nummer-eins-Singles und fünfzehn Nummer-eins-Alben.

## Singles
| ← 1985 ← | Liste der Nummer-eins-Hits in den USA | Liste der Nummer-eins-Hits in den USA                                    | Liste der Nummer-eins-Hits in den USA                                                 | 1987 →                    |
| \| Zeitraum \| Wo. ges. \| Interpret \| Titel Autor(en) \| Zusätzliche Informationen \| \| (Zeitraum, Wochen auf Platz eins, Interpret, Titel, Autor[en], zusätzliche Informationen) \| \| \| \| \| \| ----------------------------------------------------------------------------------------- \| -------- \| ------------------------------------------------------------------------ \| ----------------------------------------------------------------------------------------- \| ------------------------- \| \| 21. Dezember 1985 – 17. Januar 1986 4 Wochen (insgesamt 4) \| 4 \| Lionel Richie \| Say You, Say Me[1] Lionel Richie \| - \| \| 18. Januar 1986 – 14. Februar 1986 4 Wochen (insgesamt 4) \| 4 \| Dionne Warwick & Friends feat. Elton John, Gladys Knight & Stevie Wonder \| That’s What Friends Are For[2] Burt Bacharach, Carole Bayer Sager \| - \| \| 15. Februar 1986 – 28. Februar 1986 2 Wochen (insgesamt 2) \| 2 \| Whitney Houston \| How Will I Know[3] George Merrill, Shannon Rubicam, Narada Michael Walden \| - \| \| 1. März 1986 – 14. März 1986 2 Wochen (insgesamt 2) \| 2 \| Mr. Mister \| Kyrie[4] Richard Page, Steve George, John Lang \| - \| \| 15. März 1986 – 21. März 1986 1 Woche (insgesamt 1) \| 1 \| Starship \| Sara[5] Peter Wolf, Ina Wolf \| - \| \| 22. März 1986 – 28. März 1986 1 Woche (insgesamt 1) \| 1 \| Heart \| These Dreams[6] Bernie Taupin, Martin Page \| - \| \| 29. März 1986 – 18. April 1986 3 Wochen (insgesamt 3) \| 3 \| Falco \| Rock Me Amadeus[7] Falco, Bolland & Bolland \| - \| \| 19. April 1986 – 2. Mai 1986 2 Wochen (insgesamt 2) \| 2 \| Prince and The Revolution \| Kiss[8] Prince, David Z. Rivkin \| - \| \| 3. Mai 1986 – 9. Mai 1986 1 Woche (insgesamt 1) \| 1 \| Robert Palmer \| Addicted to Love[9] Robert Palmer \| - \| \| 10. Mai 1986 – 16. Mai 1986 1 Woche (insgesamt 1) \| 1 \| Pet Shop Boys \| West End Girls[10] Neil Tennant, Chris Lowe \| - \| \| 17. Mai 1986 – 6. Juni 1986 3 Wochen (insgesamt 3) \| 3 \| Whitney Houston \| Greatest Love of All[11] Michael Masser, Linda Creed \| - \| \| 7. Juni 1986 – 13. Juni 1986 1 Woche (insgesamt 1) \| 1 \| Madonna \| Live to Tell[12] Madonna, Patrick Leonard \| - \| \| 14. Juni 1986 – 4. Juli 1986 3 Wochen (insgesamt 3) \| 3 \| Patti LaBelle & Michael McDonald \| On My Own[13] Burt Bacharach, Carole Bayer Sager \| - \| \| 5. Juli 1986 – 11. Juli 1986 1 Woche (insgesamt 1) \| 1 \| Billy Ocean \| There’ll Be Sad Songs (To Make You Cry)[14] Billy Ocean, Wayne Brathwaite, Barry Eastmond \| - \| \| 12. Juli 1986 – 18. Juli 1986 1 Woche (insgesamt 1) \| 1 \| Simply Red \| Holding Back the Years[15] Mick Hucknall, Neil Moss \| - \| \| 19. Juli 1986 – 25. Juli 1986 1 Woche (insgesamt 1) \| 1 \| Genesis \| Invisible Touch[16] Phil Collins, Mike Rutherford, Tony Banks \| - \| \| 26. Juli 1986 – 1. August 1986 1 Woche (insgesamt 1) \| 1 \| Peter Gabriel \| Sledgehammer[17] Peter Gabriel \| - \| \| 2. August 1986 – 15. August 1986 2 Wochen (insgesamt 2) \| 2 \| Peter Cetera \| Glory of Love[18] Peter Cetera, David Foster, Diane Nini \| - \| \| 16. August 1986 – 29. August 1986 2 Wochen (insgesamt 2) \| 2 \| Madonna \| Papa Don’t Preach[19] Madonna, Stephen Bray \| - \| \| 30. August 1986 – 5. September 1986 1 Woche (insgesamt 1) \| 1 \| Steve Winwood \| Higher Love[20] Steve Winwood, Will Jennings \| - \| \| 6. September 1986 – 12. September 1986 1 Woche (insgesamt 1) \| 1 \| Bananarama \| Venus[21] Robbie van Leeuwen \| - \| \| 13. September 1986 – 19. September 1986 1 Woche (insgesamt 1) \| 1 \| Berlin \| Take My Breath Away[22] Giorgio Moroder, Tom Whitlock \| - \| \| 20. September 1986 – 10. Oktober 1986 3 Wochen (insgesamt 3) \| 3 \| Huey Lewis & the News \| Stuck with You[23] Huey Lewis, Chris Hayes \| - \| \| 11. Oktober 1986 – 24. Oktober 1986 2 Wochen (insgesamt 2) \| 2 \| Janet Jackson \| When I Think of You[24] Jimmy Jam, Terry Lewis, Janet Jackson \| - \| \| 25. Oktober 1986 – 7. November 1986 2 Wochen (insgesamt 2) \| 2 \| Cyndi Lauper \| True Colors[25] Tom Kelly, Billy Steinberg \| - \| \| 8. November 1986 – 21. November 1986 2 Wochen (insgesamt 2) \| 2 \| Boston \| Amanda[26] Tom Scholz \| - \| \| 22. November 1986 – 28. November 1986 1 Woche (insgesamt 1) \| 1 \| The Human League \| Human[27] Jimmy Jam, Terry Lewis \| - \| \| 29. November 1986 – 5. Dezember 1986 1 Woche (insgesamt 1) \| 1 \| Bon Jovi \| You Give Love a Bad Name[28] Jon Bon Jovi, Richie Sambora, Desmond Child \| - \| \| 6. Dezember 1986 – 12. Dezember 1986 1 Woche (insgesamt 1) \| 1 \| Peter Cetera & Amy Grant \| The Next Time I Fall[29] Bobby Caldwell, Paul Gordon \| - \| \| 13. Dezember 1986 – 19. Dezember 1986 1 Woche (insgesamt 1) \| 1 \| Bruce Hornsby & The Range \| The Way It Is[30] Bruce Hornsby \| - \| \| 20. Dezember 1986 – 16. Januar 1986 4 Wochen (insgesamt 4) \| 4 \| The Bangles \| Walk Like an Egyptian[31] Liam Sternberg \| - \| |                                       |                                                                          |                                                                                       |                           |
| ← 1985 |                                       |                                                                          |                                                                                       | → 1987 →                  |
| Zeitraum | Wo. ges.                              | Interpret                                                                | Titel Autor(en)                                                                       | Zusätzliche Informationen |
| (Zeitraum, Wochen auf Platz eins, Interpret, Titel, Autor[en], zusätzliche Informationen) |                                       |                                                                          |                                                                                       |                           |
| 21. Dezember 1985 – 17. Januar 1986 4 Wochen (insgesamt 4) | 4                                     | Lionel Richie                                                            | Say You, Say Me Lionel Richie                                                         | -                         |
| 18. Januar 1986 – 14. Februar 1986 4 Wochen (insgesamt 4) | 4                                     | Dionne Warwick & Friends feat. Elton John, Gladys Knight & Stevie Wonder | That’s What Friends Are For Burt Bacharach, Carole Bayer Sager                        | -                         |
| 15. Februar 1986 – 28. Februar 1986 2 Wochen (insgesamt 2) | 2                                     | Whitney Houston                                                          | How Will I Know George Merrill, Shannon Rubicam, Narada Michael Walden                | -                         |
| 1. März 1986 – 14. März 1986 2 Wochen (insgesamt 2) | 2                                     | Mr. Mister                                                               | Kyrie Richard Page, Steve George, John Lang                                           | -                         |
| 15. März 1986 – 21. März 1986 1 Woche (insgesamt 1) | 1                                     | Starship                                                                 | Sara Peter Wolf, Ina Wolf                                                             | -                         |
| 22. März 1986 – 28. März 1986 1 Woche (insgesamt 1) | 1                                     | Heart                                                                    | These Dreams Bernie Taupin, Martin Page                                               | -                         |
| 29. März 1986 – 18. April 1986 3 Wochen (insgesamt 3) | 3                                     | Falco                                                                    | Rock Me Amadeus Falco, Bolland & Bolland                                              | -                         |
| 19. April 1986 – 2. Mai 1986 2 Wochen (insgesamt 2) | 2                                     | Prince and The Revolution                                                | Kiss Prince, David Z. Rivkin                                                          | -                         |
| 3. Mai 1986 – 9. Mai 1986 1 Woche (insgesamt 1) | 1                                     | Robert Palmer                                                            | Addicted to Love Robert Palmer                                                        | -                         |
| 10. Mai 1986 – 16. Mai 1986 1 Woche (insgesamt 1) | 1                                     | Pet Shop Boys                                                            | West End Girls Neil Tennant, Chris Lowe                                               | -                         |
| 17. Mai 1986 – 6. Juni 1986 3 Wochen (insgesamt 3) | 3                                     | Whitney Houston                                                          | Greatest Love of All Michael Masser, Linda Creed                                      | -                         |
| 7. Juni 1986 – 13. Juni 1986 1 Woche (insgesamt 1) | 1                                     | Madonna                                                                  | Live to Tell Madonna, Patrick Leonard                                                 | -                         |
| 14. Juni 1986 – 4. Juli 1986 3 Wochen (insgesamt 3) | 3                                     | Patti LaBelle & Michael McDonald                                         | On My Own Burt Bacharach, Carole Bayer Sager                                          | -                         |
| 5. Juli 1986 – 11. Juli 1986 1 Woche (insgesamt 1) | 1                                     | Billy Ocean                                                              | There’ll Be Sad Songs (To Make You Cry) Billy Ocean, Wayne Brathwaite, Barry Eastmond | -                         |
| 12. Juli 1986 – 18. Juli 1986 1 Woche (insgesamt 1) | 1                                     | Simply Red                                                               | Holding Back the Years Mick Hucknall, Neil Moss                                       | -                         |
| 19. Juli 1986 – 25. Juli 1986 1 Woche (insgesamt 1) | 1                                     | Genesis                                                                  | Invisible Touch Phil Collins, Mike Rutherford, Tony Banks                             | -                         |
| 26. Juli 1986 – 1. August 1986 1 Woche (insgesamt 1) | 1                                     | Peter Gabriel                                                            | Sledgehammer Peter Gabriel                                                            | -                         |
| 2. August 1986 – 15. August 1986 2 Wochen (insgesamt 2) | 2                                     | Peter Cetera                                                             | Glory of Love Peter Cetera, David Foster, Diane Nini                                  | -                         |
| 16. August 1986 – 29. August 1986 2 Wochen (insgesamt 2) | 2                                     | Madonna                                                                  | Papa Don’t Preach Madonna, Stephen Bray                                               | -                         |
| 30. August 1986 – 5. September 1986 1 Woche (insgesamt 1) | 1                                     | Steve Winwood                                                            | Higher Love Steve Winwood, Will Jennings                                              | -                         |
| 6. September 1986 – 12. September 1986 1 Woche (insgesamt 1) | 1                                     | Bananarama                                                               | Venus Robbie van Leeuwen                                                              | -                         |
| 13. September 1986 – 19. September 1986 1 Woche (insgesamt 1) | 1                                     | Berlin                                                                   | Take My Breath Away Giorgio Moroder, Tom Whitlock                                     | -                         |
| 20. September 1986 – 10. Oktober 1986 3 Wochen (insgesamt 3) | 3                                     | Huey Lewis & the News                                                    | Stuck with You Huey Lewis, Chris Hayes                                                | -                         |
| 11. Oktober 1986 – 24. Oktober 1986 2 Wochen (insgesamt 2) | 2                                     | Janet Jackson                                                            | When I Think of You Jimmy Jam, Terry Lewis, Janet Jackson                             | -                         |
| 25. Oktober 1986 – 7. November 1986 2 Wochen (insgesamt 2) | 2                                     | Cyndi Lauper                                                             | True Colors Tom Kelly, Billy Steinberg                                                | -                         |
| 8. November 1986 – 21. November 1986 2 Wochen (insgesamt 2) | 2                                     | Boston                                                                   | Amanda Tom Scholz                                                                     | -                         |
| 22. November 1986 – 28. November 1986 1 Woche (insgesamt 1) | 1                                     | The Human League                                                         | Human Jimmy Jam, Terry Lewis                                                          | -                         |
| 29. November 1986 – 5. Dezember 1986 1 Woche (insgesamt 1) | 1                                     | Bon Jovi                                                                 | You Give Love a Bad Name Jon Bon Jovi, Richie Sambora, Desmond Child                  | -                         |
| 6. Dezember 1986 – 12. Dezember 1986 1 Woche (insgesamt 1) | 1                                     | Peter Cetera & Amy Grant                                                 | The Next Time I Fall Bobby Caldwell, Paul Gordon                                      | -                         |
| 13. Dezember 1986 – 19. Dezember 1986 1 Woche (insgesamt 1) | 1                                     | Bruce Hornsby & The Range                                                | The Way It Is Bruce Hornsby                                                           | -                         |
| 20. Dezember 1986 – 16. Januar 1986 4 Wochen (insgesamt 4) | 4                                     | The Bangles                                                              | Walk Like an Egyptian Liam Sternberg                                                  | -                         |

## Alben
| ← 1985 ← | Liste der Nummer-eins-Alben in den USA | Liste der Nummer-eins-Alben in den USA | Liste der Nummer-eins-Alben in den USA | 1987 →                    |
| \| Zeitraum \| Wo. ges. \| Interpret \| Titel \| Zusätzliche Informationen \| \| (Zeitraum, Wochen auf Platz eins, Interpret, Titel, zusätzliche Informationen) \| \| \| \| \| \| ------------------------------------------------------------------------------ \| -------- \| ------------------------------------- \| ----------------------------- \| ------------------------- \| \| 28. Dezember 1985 – 24. Januar 1986 4 Wochen (insgesamt 11) \| 11 \| Original Television Soundtrack \| Miami Vice[32] \| - \| \| 25. Januar 1986 – 14. Februar 1986 3 Wochen (insgesamt 3) \| 3 \| Barbra Streisand \| The Broadway Album[33] \| - \| \| 15. Februar 1986 – 28. Februar 1986 2 Wochen (insgesamt 2) \| 2 \| Sade \| Promise[34] \| - \| \| 1. März 1986 – 7. März 1986 1 Woche (insgesamt 1) \| 1 \| Mr. Mister \| Welcome to the Real World[35] \| - \| \| 8. März 1986 – 25. April 1986 7 Wochen (insgesamt 14) \| 14 \| Whitney Houston \| Whitney Houston[36] \| - \| \| 26. April 1986 – 16. Mai 1986 3 Wochen (insgesamt 3) \| 3 \| Van Halen \| 5150[37] \| - \| \| 17. Mai 1986 – 4. Juli 1986 7 Wochen (insgesamt 14) \| 14 \| Whitney Houston \| Whitney Houston \| - \| \| 5. Juli 1986 – 18. Juli 1986 2 Wochen (insgesamt 2) \| 2 \| Janet Jackson \| Control[38] \| - \| \| 19. Juli 1986 – 25. Juli 1985 1 Woche (insgesamt 1) \| 1 \| Patti LaBelle \| Winner in You[39] \| - \| \| 26. Juli 1986 – 15. August 1986 3 Wochen (insgesamt 5) \| 5 \| Original Motion Picture Soundtrack \| Top Gun[40] \| - \| \| 16. August 1986 – 19. September 1986 5 Wochen (insgesamt 5) \| 5 \| Madonna \| True Blue[41] \| - \| \| 20. September 1986 – 26. September 1986 1 Woche (insgesamt 5) \| 5 \| Original Motion Picture Soundtrack \| Top Gun \| - \| \| 27. September 1986 – 10. Oktober 1986 2 Wochen (insgesamt 2) \| 2 \| Lionel Richie \| Dancing on the Ceiling[42] \| - \| \| 11. Oktober 1986 – 17. Oktober 1986 1 Woche (insgesamt 5) \| 5 \| Original Motion Picture Soundtrack \| Top Gun \| - \| \| 18. Oktober 1986 – 24. Oktober 1986 1 Woche (insgesamt 1) \| 1 \| Huey Lewis & the News \| Fore![43] \| - \| \| 25. Oktober 1986 – 31. Oktober 1986 1 Woche (insgesamt 1) \| 1 \| Bon Jovi \| Slippery When Wet[44] \| - \| \| 1. November 1986 – 28. November 1986 4 Wochen (insgesamt 4) \| 4 \| Boston \| Third Stage[45] \| - \| \| 29. November 1986 – 26. Dezember 1986 4 Wochen (insgesamt 4) \| 4 \| Bruce Springsteen & The E Street Band \| Live 1975–85[46] \| - \| |                                        |                                        |                                        |                           |
| ← 1985 |                                        |                                        |                                        | → 1987 →                  |
| Zeitraum | Wo. ges.                               | Interpret                              | Titel                                  | Zusätzliche Informationen |
| (Zeitraum, Wochen auf Platz eins, Interpret, Titel, zusätzliche Informationen) |                                        |                                        |                                        |                           |
| 28. Dezember 1985 – 24. Januar 1986 4 Wochen (insgesamt 11) | 11                                     | Original Television Soundtrack         | Miami Vice                             | -                         |
| 25. Januar 1986 – 14. Februar 1986 3 Wochen (insgesamt 3) | 3                                      | Barbra Streisand                       | The Broadway Album                     | -                         |
| 15. Februar 1986 – 28. Februar 1986 2 Wochen (insgesamt 2) | 2                                      | Sade                                   | Promise                                | -                         |
| 1. März 1986 – 7. März 1986 1 Woche (insgesamt 1) | 1                                      | Mr. Mister                             | Welcome to the Real World              | -                         |
| 8. März 1986 – 25. April 1986 7 Wochen (insgesamt 14) | 14                                     | Whitney Houston                        | Whitney Houston                        | -                         |
| 26. April 1986 – 16. Mai 1986 3 Wochen (insgesamt 3) | 3                                      | Van Halen                              | 5150                                   | -                         |
| 17. Mai 1986 – 4. Juli 1986 7 Wochen (insgesamt 14) | 14                                     | Whitney Houston                        | Whitney Houston                        | -                         |
| 5. Juli 1986 – 18. Juli 1986 2 Wochen (insgesamt 2) | 2                                      | Janet Jackson                          | Control                                | -                         |
| 19. Juli 1986 – 25. Juli 1985 1 Woche (insgesamt 1) | 1                                      | Patti LaBelle                          | Winner in You                          | -                         |
| 26. Juli 1986 – 15. August 1986 3 Wochen (insgesamt 5) | 5                                      | Original Motion Picture Soundtrack     | Top Gun                                | -                         |
| 16. August 1986 – 19. September 1986 5 Wochen (insgesamt 5) | 5                                      | Madonna                                | True Blue                              | -                         |
| 20. September 1986 – 26. September 1986 1 Woche (insgesamt 5) | 5                                      | Original Motion Picture Soundtrack     | Top Gun                                | -                         |
| 27. September 1986 – 10. Oktober 1986 2 Wochen (insgesamt 2) | 2                                      | Lionel Richie                          | Dancing on the Ceiling                 | -                         |
| 11. Oktober 1986 – 17. Oktober 1986 1 Woche (insgesamt 5) | 5                                      | Original Motion Picture Soundtrack     | Top Gun                                | -                         |
| 18. Oktober 1986 – 24. Oktober 1986 1 Woche (insgesamt 1) | 1                                      | Huey Lewis & the News                  | Fore!                                  | -                         |
| 25. Oktober 1986 – 31. Oktober 1986 1 Woche (insgesamt 1) | 1                                      | Bon Jovi                               | Slippery When Wet                      | -                         |
| 1. November 1986 – 28. November 1986 4 Wochen (insgesamt 4) | 4                                      | Boston                                 | Third Stage                            | -                         |
| 29. November 1986 – 26. Dezember 1986 4 Wochen (insgesamt 4) | 4                                      | Bruce Springsteen & The E Street Band  | Live 1975–85                           | -                         |